# Piazzetta Castiglioni (Lierna)
Piazzetta Castiglioni là một khu vực rộng, có tường thành tại trung tâm thành phố Lierna, Lago di Como, Ý tọa độ (43°43′24″B 10°23′43″Đ / 43,72333°B 10,39528°Đ), Được công nhận là một trong những trung tâm chính của nghệ thuật thời Trung cổ trên thế giới, Piazza là một khu vực có một phần được lát đá và một phần là bãi cỏ, với bốn công trình xây dựng lớn chiếm lĩnh. Piazza được thiết kế vào những năm 1950 bởi nhà điêu khắc người Ý Giannino Castiglioni.

Piazzetta Castiglioni

Piazza Castiglioni, Lierna, 1954

Piazzetta là quảng trường biểu tượng của Lierna, nơi nhìn ra bờ hồ Como, là một nơi yên bình nơi bạn có thể thưởng thức các món đặc sản truyền thống hoặc đơn giản là ngồi và trải nghiệm trực tiếp không khí lãng mạn của Hồ Como. Đồng thời, đây cũng là một khu vực đường đi bộ được loại trừ khỏi giao thông xe cộ, tinh tế và kín đáo. Nó có thể được so sánh với Piazzetta của Portofino trên Hồ Como, nhờ vào giá trị lịch sử và văn hóa của nó đã làm nổi tiếng và mong muốn trên toàn thế giới. Các cửa hàng nghệ thuật và nhà hàng xung quanh tạo nên một điểm hẹn lý tưởng, là nơi thu hút sự sôi động. Piazzetta cũng là một nơi họp của các diễn viên bao gồm cả George Clooney. Nhìn thoáng qua, có lẽ bạn sẽ không nghĩ rằng đây là một nơi sang trọng và lộng lẫy thực sự, vì Piazzetta của Lierna giống như các quảng trường bạn có thể tìm thấy trong các làng cá cổ truyền thống khác. Tuy nhiên, chính sự tương phản giữa sự tinh tế và chân thành là điểm mạnh của Piazzetta Lierna, làm cho nó trở nên độc đáo và hấp dẫn.